# Sam Jaeger
Pour les articles homonymes, voir De Jager ou De Jaeger et Jaeger.
Samuel Heath Jaeger, dit Sam Jaeger, né le 29 janvier 1977 à Perrysburg, dans l'Ohio (États-Unis), est un acteur, producteur et scénariste américain.

## Biographie

### Jeunesse, formation
Samuel Heath Jaeger est né le 29 janvier 1977 à Perrysburg, dans l'Ohio, fils de LeAnne Graening et de Charles Jaeger. Il est le plus jeune de leurs quatre enfants. Il a obtenu son diplôme du lycée Perrysburg (en) en 1995 et en 1999, il a obtenu un Bachelor of Fine Arts du Collège Otterbein (en). Après avoir obtenu son diplôme, Jaeger travailla dans un bureau de casting à New York.

### Vie privée
Sam Jaeger se marie avec Amber Marie Mellott le 25 août 2007, rencontrée au collège Otterbein, avec laquelle il a trois fils : August, né en 2010, Redford, né en 2014[réf. souhaitée], Calvin, né le 26 juin 2016 et une belle-fille, Aubrey. Son épouse et lui ont joué ensemble dans Take Me Home (L'Amour au compteur) en 2011, réalisé par Jaeger lui-même.

### Carrière
Sam Jaeger a commencé sa carrière d'acteur alors qu'il était encore à l'université, avec un petit rôle d'invité dans la série télévisée Law & Order (1990) basée à New York. Il a également joué sur plusieurs scènes de théâtre à New York avant de déménager à Los Angeles et Hollywood pour jouer dans des longs métrages. Sa carrière s'accélère lorsqu'il parvient à décrocher des rôles mineurs dans des longs métrages connus tels que Traffic (2000) et En territoire ennemi (2001). Après cela, il joua un rôle secondaire avec Bruce Willis et Colin Farrell dans Mission évasion (2002). En 2009, Jaeger a interprété le rôle de Joel Graham dans la série télévisée Parenthood de la chaîne NBC, créée en 2009 par Jason Katims et diffusée à partir de 2010 jusqu'en 2015.
Par ailleurs, il a écrit, réalisé et joué avec sa femme Amber dans le film Take Me Home en 2011. Il tient un rôle secondaire dans American Sniper de Clint Eastwood, sorti en 2014.
Les apparitions télévisées de Jaeger incluent entre autres, également le rôle de Richard dans When We Rise sur ABC en 2017 et le rôle de Tim Powell dans la série Tell Me a Story en 2018.
De 2018 à 2025, il interprète Mark Tuello dans la série The Handmaid's Tale : La Servante écarlate.
En 2019, il interprète Robert Stanton dans Why Women Kill, nouvelle série créée par Marc Cherry. Il apparaît en 2022 dans la mini-série Devil In Ohio sur Netflix.
Jaeger joue dans les films Dans les yeux de Tammy Faye, sorti en 2021, et Wolf Man, sorti en 2025.

## Filmographie

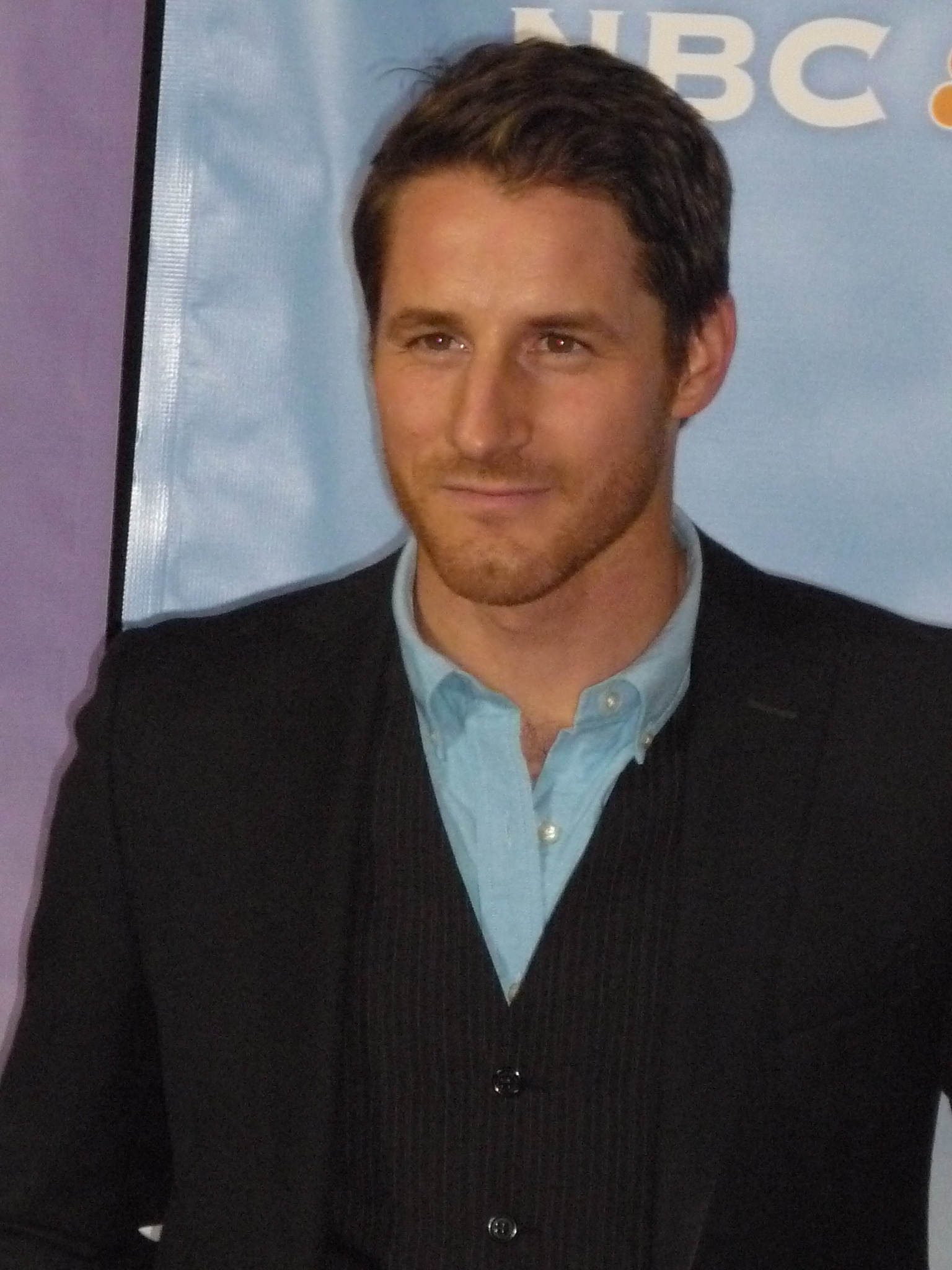
Sam Jaeger en 2011.

### Acteur

#### Cinéma
- 2001 : En territoire ennemi (Behind Enemy Lines) de John Moore : un opérateur
- 2002 : Créance de sang (Blood Work) de Clint Eastwood : un assistant
- 2002 : Mission Évasion (Hart's War) de Gregory Hoblit : Capitaine R.G. Sisk
- 2003 : Advantage Hart (en) de Jeff Seibenick : Colt Skyler (court métrage)
- 2005 : Sexual Life de Ken Kwapis : meilleur ami de Jerry
- 2006 : S.C.R.E.W.D. de Benjamin Nurick : cinéaste (court métrage)
- 2006 : Ma vie sans lui (Catch and Release) de Susannah Grant : Dennis
- 2006 : Slevin (Lucky Number Slevin) de Paul McGuigan : Nick Fisher
- 2007 : Breaking Down Carla de Mark Salamon : Max (court métrage)
- 2009 : Within de Hanelle Culpepper (en) : Nathan Weiss
- 2011 : Take Me Home de Sam Jaeger : Thom Colvin
- 2013 : La Vérité sur Emanuel (The Truth About Emanuel) de Francesca Gregorini (en) : Thomas
- 2013 : Miss Dial de David Steinberg : Kyle
- 2013 : Her de Spike Jonze : Dr Johnson
- 2013 : Plain Clothes de Sam Jaeger : Cole (court métrage)
- 2014 : Inherent Vice de Paul Thomas Anderson : Agent Flatweed
- 2014 : American Sniper de Clint Eastwood : Navy Seal Lieutenant Martin
- 2015 : To Dust Return de Chris Peters : John Reynolds (court métrage)
- 2015 : October Kiss de Lynne Stopkewich : Ryan Larson (Male Lead)
- 2016 : The Cleansing Hour de Damien LeVeck : Père Lance (court métrage)
- 2016 : Brave New Jersey (en) de Jody Lambert : Paul Davison
- 2017 : SWAT: Under Siege de Tony Giglio : Travis Hall
- 2019 : Shazam! de David F. Sandberg : un ami (non crédité)
- 2021 : Dans les yeux de Tammy Faye (The Eyes of Tamy Faye) de Michael Showalter : Roe Messner (en)
- 2025 : Wolf Man de Leigh Whannell : Grady Lovell

#### Télévision

##### Téléfilms
- 1999 : Double platine (en) (Double Platinum) de Robert Allan Ackerman : un serveur
- 2004 : Dans la peau du tueur (en) (The Riverman) de Bill Eagles (en) : Dave Reichert

##### Séries télévisées
- 1998 : New York, police judiciaire (Law & Order) : Bill Conway (saison 9, épisode 22)
- 2000 : À la Maison-Blanche (The West Wing) : Bill Kelley (saison 2, épisode 4)
- 2001 : Lydia DeLucca (That's Life!) : Andy Paulsen (saison 2, épisode 2)
- 2001 : Urgences (ER) (saison 8, épisode 9)
- 2002 : Girls Club (en) : Kevin O'Neil
- 2002 : Scrubs : Steve Larkin (saison 2, épisode 13)
- 2003 : Les Experts (CSI: Crime Scene Investigation) : Kevin Mertz (saison 3, épisode 16)
- 2004 : New York Police Blues (NYPD Blue) : Kamal Muhammad (saison 11, épisode 11)
- 2006 : Commander in Chief : Hall (saison 1, épisode 15)
- 2007 : Notes from the Underbelly : Tom (saison 2, épisode 3)
- 2008 - 2009 : Eli Stone : Matt Dowd
- 2009 : Drop Dead Diva : Barry Schuester (saison 1, épisode 5)
- 2009 : Friday Night Lights : Doug (saison 4, épisode 3)
- 2010 - 2015 : Parenthood : Joel Graham
- 2017 : Law and Order True Crime : Détective Les Zoeller (saison 1)
- 2017 : When We Rise : Richard (épisodes 1, 2 & 3)
- 2018 : Reverie : Dr Chris Condera (épisodes 6, 7 & 8)
- 2018 - 2019 : Tell Me a Story : Tim Powell (saison 1)
- 2018 - 2025 : The Handmaid's Tale : La Servante écarlate : Mark Tuello (saison 4 à 6, récurrent saison 3, invité saison 2)
- 2019 : Why Women Kill : Robert « Rob » Stanton (rôle principal, 10 épisodes)
- 2019 - 2020 : The Politician : Tino McCutcheon (saison 1, invité - saison 2, récurrent)
- 2020 : Borrasca (en) : Owen Daley (saison 1, épisode 3)
- 2022 : Devil In Ohio : Peter Mathis

### Réalisateur
- 2011 : Take Me Home

### Scénariste
- 2003 : Advantage Hart de Jeff Seibenick
- 2011 : Take Me Home de Sam Jaeger

### Producteur
- 2003 : Advantage Hart de Jeff Seibenick
- 2011 : Take Me Home de Sam Jaeger